# لونا 24
لونا 24 هي مهمة لمركبة فضائية غير مأهولة للاتحاد السوفيتي ضمن برنامج لونا. وكانت لونا 24 آخر مركبة فضائية ضمن برنامج لونا الفضائي، كانت مهمة هذه المركبة إعادة عينات من تربة القمر (لونا 16، ولونا 20 كانت لها نفس المهمة)، المركبة هبطت في منطقة تعرف باسم بحر الشدائد واستطاعت أن تعيد 170.1 غرام من تربة القمر إلى الأرض في 22 أغسطس 1976.